# Aleksandrova trdnjava
Aleksandrova trdnjava (tudi Trdnjava Aleksandra I. ali Kužna trdnjava (rusko Форт Александр Первый, Чумный форт, latinizirano: Fort Aleksandr Perviy) je pomorska trdnjava na umetnem otoku v Finskem zalivu blizu Sankt Peterburga in Kronstadta. Od leta 1899 do 1917 je trdnjava gostila raziskovalni laboratorij za kugo in druge bakterijske bolezni.

## Ustanovitev
Od ustanovitve Sankt Peterburga leta 1703 so bile vodne poti v Finskem zalivu za Rusijo strateškega pomena. Peter I. je začel pobudo za gradnjo utrdb v Finskem zalivu in leta 1704 ustanovil prvo vojaško postojanko na otoku Kotlin, Fort Kronšlot. Rusija je v naslednjih dveh stoletjih še naprej utrjevala to območje.
Louis Barthelemy Carbonnier d'Arsit de Gragnac (v Rusiji znan kot Lev Ljovič Carbonnier) je pripravil prvi načrt za Aleksandrovo trdnjavo. Pred tem je leta 1827 načrtoval obnovo drugega vojaškega objekta v Finskem zalivu, trdnjavo Citadel (pozneje trdnjava Petra I.). Po Carbonnierjevi smrti leta 1836 je Jean Antoine Maurice (v Rusiji Moris Gugovič Destrem), ruski vojaški inženir francoskega porekla, revidiral načrt za novo utrdbo. Gradnja se je začela leta 1838 pod nadzorom drugega ruskega vojaškega inženirja, Michaela von der Veideja. Gradbeniki so v morsko dno zabili 5535 pilotov, dolžine 12 metrov. Nato so jih prekrili s plastjo peska, plastjo betonskih blokov in plastjo granitnih plošč. Zidovi utrdbe so bili deležni granitne obdelave. Car Nikolaj I. je utrdbo uradno otvoril 27. julija 1845; utrdba je bila imenovana po njegovem bratu, carju Aleksandru I.

## Opis
Zasnova trdnjave je podobna obliki Fort Boyard v Franciji. Gre za stavbo ovalne oblike z dvoriščem v središču. Stavba meri 90 krat 60 metrov, s tremi nadstropji. Skupnega prostora je več kot 5000 kvadratnih metrov. V celoti je bila utrdba dovolj velika, da je lahko gostila garnizon do 1000 mož. Na strehi so 103 topovska vrata z dodatnim prostorom za 34 topov.

## Vojaška uporaba
Naloga trdnjave je bila varovanje plovbe po Baltiku do Sankt Peterburga južno od pomorske baze Kronstadt na Kotlinu v kombinaciji s Fort Peter I., Fort Risbank (pozneje Fort Pavel I.), Fort Kronšlot in obalno baterijo Fort Constantin.
Trdnjava ni nikoli sodelovala v nobeni vojaški akciji. Kljub temu je imela vlogo v krimski vojni, ko je zaščitila rusko pomorsko bazo v Kronstadtu pred poskusi Kraljeve mornarice in francoske flote. Vode, ki obkrožajo Aleksandrovo trdnjavo in druge kronstadske utrdbe, so bile priča prvi uporabi galvanskih mornariških min, ki jih je zasnoval Moritz von Jacobi, in mornarskih min, ki so bile v stiku s kemikalijami, ki jih je razvil Immanuel Nobel . Junija 1854 se je eskadrilja kraljeve mornarice pod poveljstvom admirala Napierja približala območju Kronstadta, vendar so dokazi o minskih poljih in težkih utrdbah odvrnili Napierja od napada na Kronstadt. Poleti 1855 je anglo-francoska flota pod poveljstvom viceadmirala Dundasa poskušala izvesti napade z majhnimi parnimi čolni. Britanskim silam je uspelo dvigniti več min, za ceno štirih poškodovanih ali uničenih plovil. Ker bi pristop flote znotraj dosega orožja obalnih baterij in utrdb naredil razminiranje še bolj nevarno, je Dundas obupal nad napadom na Kronstadt.
Po letu 1855 je bila Aleksandrova trdnjava dvakrat budno pripravljena: enkrat leta 1863, ko je bil predviden morebitni spopad z Britanskim imperijem in spet med rusko-turško vojno (1877–1878). Dograditev utrdbe je bila izvedena v letih 1868–1869, 1867 in 1885. Vendar se je do konca 19. stoletja Aleksandrova trdnjava uporabljala predvsem za skladiščenje streliva, saj so se z razvojem strelske artilerije utrdbeni objekti postali neučinkoviti za obrambne namene. Leta 1896 so bile iz ruskega vojaškega registra izbrisane Aleksandrova trdnjava, Fort Peter I. in Fort Pavel I..

## Bakteriološka razikovalna ustanova
V 1890-ih, ko je leta 1894 Aleksander Yersin odkril Yersinia pestis (povzročitelja kuge), je ruska vlada ustanovila posebno komisijo za preprečevanje kužnih bolezni, da bi olajšala raziskave na tem specifičnem področju bakteriologije. Zaradi izolacije Aleksandrove trdnjave je Komisija januarja 1897 tam ustanovila nov raziskovalni laboratorij. Ta laboratorij je bil del Carskega instituta eksperimentalne medicine (danes Inštitut za eksperimentalno medicino Ruske akademije medicinskih znanosti). Aleksandrova trdnjava je bil obnovljen z novim namenom v letih 1897–1899, večinoma s sredstvi vojvode Aleksandra Petroviča iz Oldenburga in je imela znanstveno knjižnico, raziskovalne laboratorije, vključno z zadrževalnimi laboratoriji, hlev za laboratorijske konje, upepeljevanje laboratorijskih živali in druge pomožne objekte. Raziskovalno delo v Aleksandrovi trdnjavi se je začelo avgusta 1899 in je bilo osredotočeno predvsem na preučevanje kužnih bolezni in pripravo kužnega seruma in cepiva iz cepljenih konj. V naslednjih letih naj bi laboratorij sodeloval tudi pri razvoju serumov proti koleri, tetanusu, tifusu, škrlatinki in vrsti okužb s stafilokoki in streptokoki. Delo je bilo nevarno, med osebjem v letih 1904 in 1907 so bili trije primeri pljučnice in kuge, kar je povzročilo dve smrtni žrtvi. Po prevzemu komunistov leta 1917 je laboratorij v Aleksandrovi trdnjavi prenehal delovati. Sredstva za raziskave so bila prenesena na različne inštitute v Petrogradu, Moskvi in Saratovu.

## Današnji status
Po letu 1917 je bila utrdba formalno v lasti ruske mornarice, ki je tam vzdrževala skladišča in servisno delavnico. Do leta 1983 je bila iz utrdbe odstranjena napeljava in oprema in opuščena. V poznih 1990-ih in v začetku 2000-ih je bila Aleksandrova trdnjava priljubljen kraj za rave zabave. Od leta 2005 je utrdbo uradno upravljala uprava predsedniškega konferenčnega centra, imenovanega Konstantinova palača v Strelni. Dostop znotraj utrdbenih prostorov skozi edina vrata trdnjave je bil od tedaj varen.
Leta 2007 je uprava utrdbe objavila, da namerava poiskati vlagatelje za predlagani projekt prenove, ki je bil ocenjen na 43 milijonov dolarjev.
Med letoma 2005 in 2010 je bil manj kot miljo od Aleksandrove trdnjave v glavnem ladijskem kanalu Finskega zaliva zgrajen plovni jez. Nova pot za ladijski kanal je zahtevala obsežno poglabljanje voda v bližini trdnjave. Obstajala je resna zaskrbljenost zaradi negativnega vpliva jezu in pričakovanega porasta motenj valov mimoidočih ladij na celovitost temeljev Aleksandrove trdnjave.
Od leta 2011 so do utrdbe na voljo izleti z ladjico.